# Свині (фільм, 2016)
«Свині» — український короткометражний фільм режисера Романа Любого 2016 року.

## Синопсис
Невдаха мент Толік вбиває дружину. Виявляється, що її тіло має надзвичайні властивості, воно здатне зцілювати. Толік зі своїм другом будують на цьому успішний бізнес. Але одного разу до них звертається крупний клієнт, і ця угода веде місто до судного дня.

## Виробництво
Початково режисером стрічки мав стати Іван Сауткін, але згодом режисером стрічки став Роман Любий.